# La Verrue
 (janvier 2019).
Si vous disposez d'ouvrages ou d'articles de référence ou si vous connaissez des sites web de qualité traitant du thème abordé ici, merci de compléter l'article en donnant les références utiles à sa vérifiabilité et en les liant à la section « Notes et références ».

La Verrue est un point haut du massif de la Main de Massiges dans la commune de Massiges.

## Historique
Des combats s'y sont déroulés durant la Première Guerre mondiale, en 1915 et 1917.
Les vestiges d'un ouvrage fortifié Allemand y sont toujours présents.